# خوش‌نوای نوک‌بزرگ
خوش‌نوای نوک‌بزرگ (نام علمی: Gerygone magnirostris) نام یک گونه از سرده خوش‌نوا است.